# Ronde van Italië 2014/Zesde etappe
De zesde etappe van de Ronde van Italië 2014 werd op 15 mei verreden. Het peloton begon in Sassano aan een heuvelrit van 247 kilometer die op de Monte Cassino eindigde. 

## Verloop
Aanvankelijk was de zesde rit met zijn 247 kilometer de tweede langste etappe van de Giro. De renners moesten echter vanwege een berg stenen die op de weg was gevallen, een stukje omrijden. Door de omweg van tien kilometer werd de etappe.
De Italianen Andrea Fedi, Marco Bandiera en Edoardo Zardini en de Colombiaan Rodolfo Torres kregen een voorsprong van veertien minuten, maar die werd vlak voor de slotklim in aantocht flink kleiner.
Pal voor de Monte Cassino werd de kopgroep ingerekend en vond er vrijwel tegelijkertijd een valpartij in het peloton plaats. Giampaolo Caruso was het zwaarste slachtoffer, de Italiaanse klimmer moest per ambulance de koers verlaten. Kanshebber Joaquim Rodriguez verloor minuten. In de chaos vormde zich een groep van acht renners met daarin Cadel Evans en de roze truidrager Michael Matthews. Evans had twee man mee en die zorgden ervoor dat de Australiër tijdwinst in het klassement pakte. Sprinter Matthews bleef bij, wist de aanval van Evans te pareren en won de rit. Het eerste peloton, met Wilco Kelderman voorop, kwam 49 seconden later over de streep.

## Uitslag
| Sassano - Monte Cassino (247 km) |                  |                    |          |
| Plaats                           | Naam             | Ploeg              | Tijd     |
| Winnaar                          | Michael Matthews | Orica-GreenEdge    | 6u37'01" |
| 2                                | Tim Wellens      | Lotto-Belisol      | z.t.     |
| 3                                | Cadel Evans      | BMC Racing Team    | z.t.     |
| 4                                | Matteo Rabottini | Neri Sottoli       | z.t.     |
| 5                                | Ivan Santaromita | Orica-GreenEdge    | +13"     |
| 6                                | Steve Morabito   | BMC Racing Team    | +23"     |
| 7                                | Wilco Kelderman  | Belkin Pro Cycling | +49"     |
| 8                                | Mauro Finetto    | Neri Sottoli       | z.t.     |
| 9                                | Diego Ulissi     | Lampre-Merida      | z.t.     |
| 10                               | Fabio Duarte     | Team Colombia      | z.t.     |

## Klassementen
| Algemeen klassement |                  |                         |           |
| Plaats              | Naam             | Ploeg                   | Tijd      |
| Roze trui           | Michael Matthews | Orica-GreenEDGE         | 24u18'14" |
| 2                   | Cadel Evans      | BMC Racing Team         | +21"      |
| 3                   | Rigoberto Urán   | Omega Pharma-Quick-Step | +1'18"    |
| 4                   | Rafał Majka      | Tinkoff-Saxo            | +1'25"    |
| 5                   | Steve Morabito   | BMC Racing Team         | z.t.      |
| 6                   | Matteo Rabottini | Neri Sottoli            | z.t.      |
| 7                   | Ivan Santaromita | Orica-GreenEDGE         | +1'47"    |
| 8                   | Fabio Aru        | Astana Pro Team         | +1'51"    |
| 9                   | Tim Wellens      | Lotto-Belisol           | +1'52"    |
| 10                  | Ivan Basso       | Cannondale              | +2'06"    |
|                     |                  |                         |           |
| 12                  | Wilco Kelderman  | Belkin Pro Cycling      | +2'11"    |

| Puntenklassement |                 |                     |        |
| Plaats           | Naam            | Ploeg               | Punten |
| Rode trui        | Elia Viviani    | Cannondale          | 119    |
| 2                | Nacer Bouhanni  | FDJ.fr              | 115    |
| 3                | Giacomo Nizzolo | Trek Factory Racing | 106    |
|                  |                 |                     |        |
| 10               | Tom Veelers     | Giant-Shimano       | 34     |
| 16               | Kenny Dehaes    | Lotto-Belisol       | 28     |

| Bergklassment |                      |                    |        |
| Plaats        | Naam                 | Ploeg              | Punten |
| Blauwe trui   | Michael Matthews     | Orica-GreenEDGE    | 14     |
| 2             | Maarten Tjallingii   | Belkin Pro Cycling | 12     |
| 3             | Miguel Ángel Rubiano | Team Colombia      | 9      |
|               |                      |                    |        |
| 4             | Tim Wellens          | Lotto-Belisol      | 9      |

| Jongerenklassement |                  |                    |           |
| Plaats             | Naam             | Ploeg              | Tijd      |
| Witte trui         | Michael Matthews | Orica-GreenEDGE    | 24u18'14" |
| 2                  | Rafał Majka      | Tinkoff-Saxo       | +1'25"    |
| 3                  | Fabio Aru        | Astana Pro Team    | +1'51"    |
|                    |                  |                    |           |
| 4                  | Tim Wellens      | Lotto-Belisol      | +1'52"    |
| 6                  | Wilco Kelderman  | Belkin Pro Cycling | +2'11"    |

| Ploegenklassement |                         |           |
| Plaats            | Ploeg                   | Tijd      |
|                   | BMC Racing Team         | 72u09'23" |
| 2                 | Tinkoff-Saxo            | +1'01"    |
| 3                 | AG2R La Mondiale        | +1'35"    |
|                   |                         |           |
| 4                 | Omega Pharma-Quick-Step | +2'06"    |
| 14                | Giant-Shimano           | +11'07"   |

1e etappe ·
2e etappe ·
3e etappe ·
4e etappe ·
5e etappe ·
6e etappe ·
7e etappe ·
8e etappe ·
9e etappe ·
10e etappe ·
11e etappe ·
12e etappe ·
13e etappe ·
14e etappe ·
15e etappe ·
16e etappe ·
17e etappe ·
18e etappe ·
19e etappe ·
20e etappe ·
21e etappe
Startlijst · Eindstanden · Afbeeldingen